# Formació de Strelley Pool
La formació de Strelley Pool és una formació geològica del Paleoarqueà situada a Pilbara (Austràlia Occidental). Els sediments dels quals es compon daten de 3.426–3.350 milions d'anys enrere i es dipositaren en medis que anaven des d'un mar poc profund fins a terra ferma. S'hi han trobat els fòssils d'estructures cel·lulars més antics que es coneixen. Les dades suggereixen que aquestes cèl·lules tenien un metabolisme anaeròbic basat en el sofre. Així mateix, s'hi han descobert estromatòlits.